# IGraal
iGraal est une plateforme de cashback, d'offres de réduction et de coupons en ligne. La plateforme permet aux utilisateurs de gagner du cashback sur leurs achats en ligne grâce à des liens d'affiliation vers divers détaillants. L'entreprise a été fondée en 2006 à Boulogne-Billancourt, en France. Elle appartient à Global Savings Group et opère en France, en Allemagne, en Espagne et en Italie,.

## Histoire
iGraal a été fondé en 2006 par Christian Goaziou à Boulogne-Billancourt, en France. Il s'agit d'un site de cashback où les utilisateurs gagnent un pourcentage d'argent sur leurs achats effectués via les liens d'affiliation du site vers divers détaillants. Le site propose également des codes de réduction parallèlement à ses offres de cashback, y compris des coupons imprimables en France,. En 2006, iGraal a reçu le prix Jeune entreprise innovante.
En 2009, iGraal a élargi son champ d'action à l'Allemagne. En 2011, iGraal a enregistré un chiffre d'affaires de 10 millions d'euros et en 2012, le site a atteint 1 million d'utilisateurs. iGraal a également lancé sa première application mobile en 2013. En 2015, la société a annoncé le lancement de coupons imprimables peuvent être utilisés dans les supermarchés pour économiser de l'argent. En 2016, le groupe M6 a acquis 51 % d'iGraal. Début 2018, iGraal avait atteint plus de 4 millions d'utilisateurs en France et en Allemagne. En 2019, iGraal a lancé iGraal Market, une appli pour gagner du cashback dans les supermarchés en France.
En 2020, Global Savings Group (aujourd'hui Atolls) a racheté iGraal au groupe M6 dans le cadre d'une transaction en numéraire et en actions évaluée à 123,5 millions d'euros. Plus tard dans l'année, le site est lancé en Espagne.
En 2023, le site a atteint 10 millions d'utilisateurs en France,, iGraal et la société a lancé un produit offrant des remises en espèces sur les achats de cartes-cadeaux en France, en Allemagne et en Espagne en 2023,,.
En 2024, le site a été étendu au marché italien.
Aujourd'hui, iGraal s'associe à plus de 4 000 sites en Europe pour offrir à ses utilisateurs un système de cashback. Ces sites incluent des enseignes comme Aliexpress, Lieferando, ASOS, Hotels.com, Nike, TEMU, Expedia et d'autres marques bien connues. L'entreprise ne demande pas de frais pour l'inscription et l'utilisation d'iGraal, car elle gagne de l'argent grâce aux marques avec lesquelles elle s'associe.